# Peinture, la magie de la couleur
Peinture, la magie de la couleur est une toile de Joan Miró peinte en 1930 à Paris.

## Contexte
La toile est peinte de Janvier à Avril 1930, alors que Miro, en rupture avec le mouvement surréaliste affirme vouloir « assassiner la peinture ». Elle fait partie d'un ensemble de cinq grandes toiles sur fond blanc peintes entre Janvier et Mai 1930

## Description
Sur une grande toile blanche, le maître peint 3 disques de tailles inégales. Un grand disque rouge, un disque jaune légèrement plus petit, ainsi qu'un petit disque noir. 